# Gruppo Sportivo Porto Robur Costa
Il Gruppo Sportivo Porto Robur Costa è una società pallavolistica maschile italiana con sede a Ravenna: milita nel campionato di Serie A2.

## Storia
Il Gruppo Sportivo Porto Robur Costa viene fondato nell'estate 2013 dall'unione di due società ravennati, ossia il Porto Ravenna e la Robur Angelo Costa: da quest'ultima squadra acquista il titolo sportivo e la possibilità di giocare in Serie A1; esordisce infatti nel massimo campionato italiano nella stagione 2013-14, nella quale, dopo aver concluso la regular season al nono posto, vince i play-off Challenge Cup, ottenendo il diritto di partecipazione alla omonima competizione, arrivando fino alle semifinali dove è eliminata dal Benfica. La stessa situazione avviene anche nella stagione 2016-17, qualificandosi per la Challenge Cup 2017-18, competizione che poi vince battendo in finale l'Olympiakos.
Al termine dell'annata 2021-22, a seguito dell'ultimo posto in classifica, retrocede in Serie A2; nella stagione 2023-24 raggiunge la finale della Coppa Italia di Serie A2, dove viene sconfitto dall'Atlantide Brescia.

## Rosa 2024-2025
| N° | Nome               | Ruolo | Data di nascita   | Nazionalità sportiva |
| -- | ------------------ | ----- | ----------------- | -------------------- |
| 1  | Riccardo Copelli   | C     | 16 marzo 1996     | Italia               |
| 2  | Giacomo Selleri    | P     | 30 settembre 2005 | Italia               |
| 4  | Tommaso Guzzo      | O     | 30 aprile 2002    | Italia               |
| 5  | Alessio Tallone    | S     | 23 settembre 1999 | Italia               |
| 6  | Andrea Canella     | C     | 19 gennaio 1998   | Italia               |
| 8  | Hampus Ekstrand    | S     | 28 ottobre 2003   | Svezia               |
| 9  | Gabriele Mirabella | C     | 4 gennaio 2006    | Italia               |
| 10 | Riccardo Goi       | L     | 24 agosto 1992    | Italia               |
| 11 | Antonino Russo     | P     | 9 aprile 2004     | Italia               |
| 13 | Manuel Zlatanov    | S     | 7 marzo 2008      | Italia               |
| 14 | Simone Bertoncello | S     | 15 marzo 2007     | Italia               |
| 17 | Jan Feri           | S     | 1º febbraio 2004  | Italia               |
| 18 | Lorenzo Grottoli   | C     | 18 febbraio 2000  | Italia               |
| 20 | Giovanni Pascucci  | L     | 10 febbraio 2004  | Italia               |

## Palmarès
- Challenge Cup: 1

2017-18